# Cavalerii florii de cireș
Cavalerii florii de cireș (numit inițial Cireșarii și apoi Teroarea neagră) este primul roman din pentalogia Cireșarii, o serie de romane pentru tineret, cu mare succes la publicul adolescentin (și nu numai) din România anilor 1960, 1970 și 1980 scrise de Constantin Chiriță, romancier și scenarist român, fost vicepreședinte al Uniunii Scriitorilor din România. A fost scris în anii 1950 și publicat inițial în 1956. Autorul a făcut și mici revizii ulterioare, ultima înainte de republicarea din 1972.
Personajele principale, numite și Cireșarii sunt: Tic și Maria (care sunt frați); Lucia, Dan, Victor, Ionel, Ursu.

## Acțiunea romanului
Asemeni tuturor cărților din serie, are o acțiune complet independentă, dar poate fi percepută și ca o introducere în lumea Cireșarilor, plină de aventuri, entuziasm și candoare.
În Cavalerii florii de cireș, grupul – mai puțin Tic, care era prea mic ca să fie luat în considerare de la început – plănuiește o excursie de explorare în vacanța de vară. Plasată undeva la mijlocul distanței dintre o misiune științifică și o aventură pură (cum îi stă bine oricărei explorări temerare), inițiativa are ca obiectiv completarea unei hărți vechi care nu detalia suficient o peșteră din zonă, nevizitată de decenii.
Tic nu se lasă și intervine buclucaș în firul poveștii, alături de cățelul său Țombi. Pe măsură ce avansăm, ne întâlnim cu tot soiul de dificultăți, complicații și o confruntare cu un personaj cu intenții criminale în peștera care găzduiește ape subterane, dar și numeroase mistere. 

## Romanele pentalogieiCireșarii
- Cavalerii florii de cireș (numit inițial Cireșarii si apoi Teroarea neagră);
- Castelul fetei în alb
- Roata norocului
- Aripi de zăpadă (numit inițial Teroarea albă)
- Drum bun, Cireșari!

Seria Cireșarii este privită ca un reper în literatura română, atât pentru abordarea cărților de aventuri pentru tineret din epocă, cât și pentru popularitatea extraordinară pe care a avut-o în deceniile ce au urmat publicării, dar și peste generații. Romanele sunt și în prezent printre cele mai solicitate titluri românești pentru copii și tineret.